# ホロコースト -アドルフ・ヒトラーの洗礼-
『ホロコースト -アドルフ・ヒトラーの洗礼-』（原題: Amen.）は、フランス・ドイツ・ルーマニア・アメリカ合衆国の映画作品。ロルフ・ホーホフートが1963年に発表した戯曲『神の代理人』を原作とする。

## キャスト
| 役名                               | 俳優                         | 日本語吹替     |
| ---------------------------------- | ---------------------------- | -------------- |
| クルト・ゲルシュタイン             | ウルリッヒ・トゥクル         | てらそままさき |
| リカルド・フォンタナ               | マチュー・カソヴィッツ       | 室園丈裕       |
| 枢機卿                             | ミシェル・デュショーソワ     | 麻生智久       |
| 医師                               | ウルリッヒ・ミューエ         | 丸山壮史       |
| ピウス12世                         | マーセル・ユーレス           |                |
| ゲルシュタインの父                 | フリードリッヒ・フォン・サン |                |
| エルンスト＝ロベルト・グラヴィッツ | ハンス・ツィッシュラー       |                |
| ルドルフ・ヘス                     | セバスチャン・コッホ         |                |
|                                    | ミヒャエル・メンドル         |                |

- その他の日本語吹き替え：村松康雄／坂口哲夫／中村浩太郎／原田晃／瀬尾恵子／御園行洋／近藤広務／里卓哉／武虎／森岳志／林香織／明平鉄平／庄司由季／安西英美／藤森千恵